# 권벌 종가 유묵
권벌 종가 유묵(權橃 宗家 遺墨)은 대한민국 경상북도 봉화군 충재박물관에 있는, 조선 중종때의 명신이며 학자였던 권벌 선생이 살았을 적에 써 둔 필적들을 모아놓은 것이다. 1986년 11월 29일 대한민국의 보물 제902호로 지정되었다.

## 개요
조선 중종때의 명신이며 학자였던 권벌 선생이 살았을 적에 써 둔 필적들을 모아놓은 것으로, 권벌의 종손가에 소장되어 있다. 지정된 것은 8종 14점이다.
권벌은 연산군 2년(1496)에 진사가 되고 중종 2년(1507)에 문과에 급제하여 대간, 정원과 각 조의 판서 등 여러 벼슬을 지냈다. 인종 1년(1545)에 우찬성과 판의금부사를 지냈으며, 을사사화 때 소윤일파에 의하여 삭주로 유배가서 그곳에서 죽었다. 선조 때 억울함이 풀어져 영의정에 추증되었고, 봉화의 삼계서원에 모셔졌다.
지정된 유묵을 보면 조선 전기 명필로 손꼽히는 김구(金絿,1488∼1533) 선생이 초서체로 쓴 족자 1점, 퇴계 이황(1501∼1570)의 서첩, 전서체의 대가로 손꼽히는 미수 허목(許穆,1595∼1682) 선생의 『미수전』, 중국 명나라 초서체의 대가인 장동해가 직접 쓴 필적 3폭, 조선 중기 명필들의 필적을 모은 『암장고적』 5책(연산군 ∼인조대)과 『선조고적』 등이다.
이 유묵들은 권벌 및 그의 자제들의 교류와 당시 사대부들의 시문과 생활상도 살필 수 있는 자표로 평가된다.

## 같이 보기
- 권벌 충재일기 - 보물 제261호
- 권벌 종가 전적 - 보물 제896호
- 권벌 종가 고문서 - 보물 제901호

## 참고 자료
- 권벌 종가 유묵 - 국가유산청 국가유산포털